# Grzegorz Orlik
Grzegorz Orlik herbu Nowina (ukr.: Григор Пилипович Орлик, ur. 5 listopada 1702, Baturyn, zm. 14 listopada 1759, Minden) – francuski dowódca wojskowy, specjalny wysłannik i członek czarnego gabinetu Ludwika XV. Urodził się na Ukrainie jako syn ukraińskiego hetmana Filipa Orlika. Wykształcenie otrzymał w Szwecji, służył w Polsce i Saksonii. Brał udział w tajnych zabiegach króla Francji zmierzających do osadzenia na polskim tronie Stanisława Leszczyńskiego. Dowodził królewskim regimentem Royal suedois. Za swoją pracę wywiadowczą i wybitne osiągnięcia wojskowe otrzymał tytuł hrabiego i stopień generalski. Przyjaciel francuskiego filozofa Woltera. Orędownik sprawy ukraińskiej we Francji i innych krajach.